# Siewara Niszanbajewa
Siewara Pachridinowna Niszanbajewa (ros. Севара Пахридиновна Нишанбаева; ur. 15 sierpnia 1993) – kazachska judoczka.
Uczestniczka mistrzostw świata w 2014, 2017, 2018, 2019 i 2021. Startowała w Pucharze Świata w latach 2012, 2014, 2015 i 2017-2019. Zajęła piąte miejsce na igrzyskach azjatyckich w 2018. Brązowa medalistka mistrzostw Azji w 2019 i 2021; piąta w 2017 roku.